# Brasileiro de hipismo
O Brasileiro de hipismo é uma raça de cavalos formada no Brasil a partir de algumas das mais importantes linhagens europeias de cavalos de salto e adestramento, tais como Hanoveriano, Holsteiner, Oldenburger, Trakehner, Westfalen e Sela Francês, através de cruzamento entre si ou com exemplares de Puro Sangue Inglês da América do Sul.

## Características
Cavalo leve, ágil e de grande porte, com altura superior a 1,65m, perímetro torácico de 1,90m e perímetro de canela de 21 cm. Cabeça média de perfil reto ou meio curvado, pescoço médio bem destacado do peito e espáduas, cernelha destacada, dorso bem ligado ao lombo e a garupa, membros fortes e andamentos briosos, relativamente elevados e extensos. Possuem excelente mecânica de salto, coragem, inteligência e elegância nos movimentos. São admitidas todas as pelagens.

## Aptidões
Suas características o tornam apto para quaisquer modalidades de salto, adestramento ou concurso completo de equitação. É um cavalo de trote não muito comodo. Porém bem ágil e esperto, muito dócil e fácil de lidar.